# アルダー (オレゴン州)
アルダー（英: Alder）は、アメリカ合衆国オレゴン州ベントン郡にある非法人地域である。国道20号線沿いに位置し、北東にはメアリーズ川岸の非法人地域ブロジェットがある。アルダーを管轄する郵便局はヒップ（英: Hipp）と命名された。
アルダーにサザン・パシフィック鉄道トレド線（現：ポートランド・アンド・ウェスタン鉄道）の鉄道駅が設置されたのは1911年のことであった。しかし1922年、アメリカ合衆国郵政省はこの共同体の郵便局に「アルダー」の名前を付けることを許可しなかった。他の郵便局で既に「アルダー」と称するものが多く、混乱を回避しようとしたからである。「ヒップ」（Hipp）名を提案したのは、近くにあったクライマックス製材会社の工場管理者であった。その名は工場を所有していた人々のファーストネームのイニシャルを一字ずつ取ったものであると考えられている。その工場は1930年まで稼働していた。

## ワーロワ郡
ワローワ郡にも、かつてはアルダーと呼ばれた共同体が存在した。近郊のエンタープライズが栄えてしまったことから、ワローワ郡のアルダーが栄えることなかった。